# Río Saxamar
El río Saxamar es un curso natural de agua que nace en el Portezuelo de Tignamar (4665 m), desciende con dirección general oeste y bordea el pueblo Homónimo para luego desembocar en el río Tignamar, uno de los formativos del río San José de Azapa.: 29 

## Toponimia
La procedencia del topónimo "Saxamar" aún no ha sido determinado, es decir, no provendría del idioma aimara ni quechua, sino que probablemente de idiomas extinguidos tempranamente.

## Trayecto
El Portezuelo de Tignamar es un paso existente entre el valle de río Tignamar y el del río Lauca.

## Caudal y régimen
Un informe de la Dirección General de Aguas calificaba la disponibilidad de recursos hídricos en 1998 de la siguiente manera:: 3.69  Los recursos que utilizan estas Comunidades de Aguas son escasos y son captados de diversos cauces que constituyen la cuenca del río San José, tales como los ríos Tignamar, Chapiquiña, Jaruma, Copaquilla , Moxuma, etc. y quebradas como las de Munnuntane, Oxa, Saxamar, Misana o Belén , etc. Estas comunidades no cuentan con personal de secretaría o de contabilidad ni con personal técnico, y se limitan a seguir los usos y costumbres respetadas, sin introducir mejoramientos en las obras comunes o en las fuentes de las cuales obtienen las aguas. Cada Comunidad de Aguas desarrolla sus actividades en forma independiente, ocupando la totalidad de los recursos disponibles, distribuyéndolo entre sus miembros, por turnos, en la forma señalada en los estatutos o de acuerdo a usos ancestrales de los mismos.
Los caudales más importantes bajan durante los meses de diciembre a marzo, época del llamado invierno boliviano, cuando ocurren lluvias de cierta importancia en la zona.: I.18 

## Historia
Francisco Solano Asta-Buruaga y Cienfuegos escribió en 1899 en su obra póstuma Diccionario Geográfico de la República de Chile sobre el lugar:
Sacsamar.-—Aldea del departamento de Arica en las cercanías de Ticnamar. Parece formado de sacsa y marca, del quichua, lo que significaría lugar de abundancia.
Luis Risopatrón describe la quebrada en su Diccionario jeográfico de Chile:
Saxamar (Quebrada de): Corre hacia el NW i desemboca en la márjen E de la de Tignamar, hacia el NW del caserío de este nombre.